# Apagomerina lampyroides
Apagomerina lampyroides är en skalbaggsart som beskrevs av Martins och Maria Helena M. Galileo 2007. Apagomerina lampyroides ingår i släktet Apagomerina och familjen långhorningar. Inga underarter finns listade i Catalogue of Life.